# 永康学派

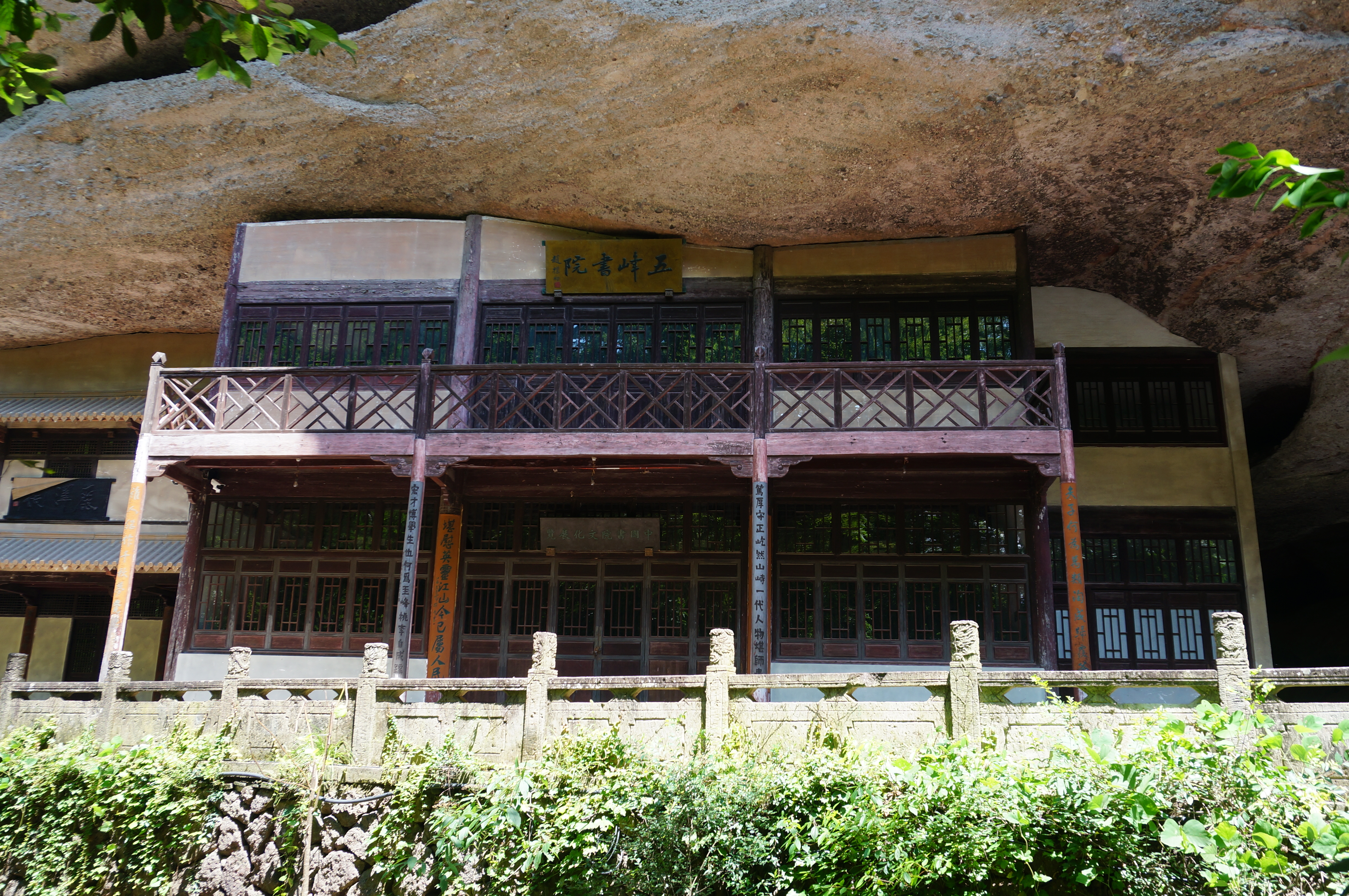
永康学派的发祥地五峰书院。

永康学派，或称“永康事功学派”，是宋朝重要的一个儒家学派，其代表人物是南宋哲学家、文学家陈亮。因陈亮是婺州永康县人（今浙江金华永康市），故得名“永康学派”。有时候也把永康学派归入“婺学”（金华古称并简称“婺”）。永康学派对后世中国学术影响较大。时及后世又有将永康学派归入“浙东学派”者。

## 主要内容
永康学派的哲学及政治主张上都与朱熹的学派存有论争，可谓分庭抗礼。
永康学派在当时外交上“力主抗金”，反对议和。在国家治理政策上主张“简法重令”。在学术上主张“经世致用”，倡有益国计民生之“事功之学”，反对空谈。

## 代表人物
- 陈亮

## 关联
- 永嘉学派